# Петрокосмея
Петрокосмея (Petrocosmea) — невеликий рід багаторічних рослин родини геснерієвих. Батьківщина — передгір'я Південно-Східної Азії на висотах до 3000 м над рівнем моря, високогірні види зазвичай пристосовані до нижчих температур, до невеликих заморозків. Рослина не має стебла, проте утворює кореневища, її висота не перевищує 10-15 см. Листя базальне, м'яке, оксамитове, утворює розетку з черепицеподібним розташуванням листових пластинок. Квітки дрібні, зазвичай сині або блакитні, піднімаються над розеткою на невисоких квітконосах.
Рослина часто вирощується як кімнатна. Тоді її розмножують вегетативно вкоріненням листків. Оптимальна температура невисока, влітку 16-22 °C, узимку 12-16 °C, освітлення: яскраве розсіяне світло. Полив улітку регулярний, узимку скорочують до мінімуму. Вологість підвищена, любить часте обприскування. Ґрунт помірно родючий, вапняковий.